# Zase se na mě díváš, jak skládám svoje šaty
Zase se na mě díváš, jak skládám svoje šaty (2006) je společné album Jany Jablonczek a Martina Kyšperského. Obsahuje 12 písniček. Obal vytvořila Marta Svobodová. Základ slov pro písně Jednoduchá výpověď o světě vznikl z automatického textu.

## Seznam písniček
1. Zase se na mě díváš, jak skládám svoje šaty
2. Bezejmenná
3. Holoubek
4. Mosty
5. Měsíc
6. Víla
7. Tanečnice
8. Touha
9. Když žena řekne ne
10. Docela android
11. Jednoduchá výpověď o světě
12. Skleněný zámek

## Obsazení
- Jana Jablonczek – hudba, texty, zpěv
- Martin Evžen Kyšperský – hudba, aranžmá, akustická kytara (1–5, 7–9, 11), holicí strojek (1) foukací harmonika (1, 2), kontrabas (1, 3–5, 8, 9, 11, 12), elektrické varhany (1, 3–6), balalajka (2), voda a odznaky (2), djembe (3), balafon (3, 11), mandolína (4, 6, 10, 11), zpěv (4, 11), jízdní kolo hrané smyčcem a paličkami (5), elektrická kytara (5, 7–12), buben (5, 8, 11), zvonkohra (6), zvonky a dřevěná žába Davida Butuly (6), basová kytara (7), igelit (10), samplování bicích (1, 4, 7, 12), samplování trumpety (3), samplování fotografických přístrojů Petra Hegyiho (6)
- Tomáš Fúú Doležal – klarinet (2, 9, 12)
- Aleš Pilgr nahrál podklady pro samply bicích a trumpety
- Petr Hegyi je autorem skladby VrázovecLive vložené do písně 9
- Pavel Trtílek – text (10)